# Tydal
Tydal é uma comuna da Noruega, com 1 330 km² de área e 901 habitantes (censo de 2004).